# Жюстафре, Жан-Жак
Жан-Жак Жюстафре (фр. Jean-Jacques Justafré; род. 21 марта 1953, Касабланка, Марокко) — французский валторнист, аранжировщик и дирижёр.
Жан-Жак Жюстафре родился в семье музыкантов: отец был скрипачом, а мама пела в хоре. В четырнадцать лет он был принят в Парижскую консерваторию по классу валторны и через три года окончил её с первой премией, а также был признан первым по классу камерной музыки и сольфеджио. Спустя ещё два года его начали приглашать играть в большие парижские оркестры, а также для работы в студиях звукозаписи, в озвучивании фильмов, в спектаклях варьете, на телевидении и так далее. Жюстафре также стал лауреатом Мюнхенского международного конкурса.
Как инструменталист Жюстафре является солистом Филармонического оркестра Радио Франции. Он принимал участие в гастролях оркестра в Германии, Японии, Китае, США и Канаде, выступал под руководством таких дирижёров, как Эммануэль Кривин, Ален Ломбар, Марек Яновский, Сэйдзи Одзава, Эса-Пекка Салонен. Партнёрами Жустафре в ансамблевых выступлениях были, в частности, Пьер Амуаяль, Режис Паскье, Франсуа Рене Дюшабль, Мишель Берофф.
Как дирижёр Жюстафре работает преимущественно в области популярной музыки, а также джаза. В 2005 году Жюстафре руководил гранд-оркестром Поля Мориа во время гастролей в Японии и Южной Корее, в дальнейшем, уже после смерти Мориа, возглавлял мемориальные туры по тем же странам. В октябре и ноябре 2010 года собственный гранд-оркестр Жан-Жака Жюстафре совершает первый российский тур с программой «Посвящение Полю Мориа», выступая в Москве, Калининграде, Перми, Екатеринбурге, Уфе, Самаре, Волгограде и Санкт-Петербурге, а также Киеве и Минске. Помимо этого, Жюстафре руководит джазовыми группами JUST’A 5 и JUST’А 7, в разное время сотрудничал с Мишелем Леграном, Франсуа Жанно, Роном Картером, Филом Вудсом, Четом Бейкером, Оскаром Питерсоном, Доном Коста, Фрэнком Заппой, Джерри Льюисом, вибрафонистом Милтом Джексоном.
Мемориальные гастроли памяти Поля Мориа, которые играет Гранд Оркестр Жан-Жака Жюстарфе вызвали неудовольствие со стороны Ирен Мориа — вдовы маэстро, умершего в 2006 году. На этот счёт Ирен Мориа выступила с официальными заявлениями для поклонников и прессы.